# Olechno Skoruta
Olechno Skoruta herbu Korczak (zm. przed 25 grudnia 1515 roku) – podkomorzy chełmski w latach 1499-1515, dworzanin królewski ok. 1480-1503.
Poseł na sejm koronacyjny 1507 roku z województwa bełskiego. Poseł na sejm piotrkowski 1512 roku z ziemi chełmskiej.